# 62-га піхотна дивізія (Третій Рейх)
62-га піхотна дивізія (Третій Рейх) (нім. 62. Infanterie-Division) — піхотна дивізія Вермахту за часів Другої світової війни. 13 березня 1944 залишки дивізії переформовані на корпусну групу «F» (Korps-Abteilung F).

## Історія
62-га піхотна дивізія була сформована 26 серпня 1939 в Канті в VIII-му військовому окрузі (нім. Wehrkreis VIII) під час 2-ї хвилі мобілізації Вермахту.

## Райони бойових дій
- Німеччина (серпень 1939);
- Польща (вересень 1939);
- Німеччина (вересень 1939 — травень 1940);
- Бельгія, Франція (травень — червень 1940);
- Генеральна губернія (червень 1940 — червень 1941);
- СРСР (південний напрямок) (червень 1941 — березень 1944; липень — серпень 1944).

## Командування

### Командири
1-ше формування
- генерал-майор, з 1 вересня 1940 генерал-лейтенант Вальтер Кайнер (нім. Walter Keiner) (26 серпня 1939 — 23 вересня 1941);
- генерал-майор, з 1 квітня 1942 генерал-лейтенант Рудольф Фрідріх (нім. Rudolf Friedrich) (23 вересня 1941 — 15 вересня 1942);
- оберст, з 29 жовтня 1942 генерал-майор Ріхард-Генріх фон Ройсс (нім. Richard-Heinrich von Reuss) (15 вересня — 22 грудня 1942);
- оберст Еріх Грунер (нім. Erich Gruner) (22 грудня 1942 — 31 січня 1943);
- генерал-майор, з 1 серпня 1943 генерал-лейтенант Гельмут Гуффманн (нім. Helmuth Huffmann) (31 січня — 14 листопада 1943);
- оберст, з 1 грудня 1943 генерал-майор граф Бото фон Гюльзен (нім. Botho Graf von Hülsen) (14 листопада 1943 — 10 березня 1944);
- генерал-майор Луїс Троннір (нім. Louis Tronnier) (10 — 13 березня 1944);

2-ге формування
- генерал-майор Луїс Троннір (нім. Louis Tronnier) (липень — 25 серпня 1944).

## Нагороджені дивізії
Нагороджені дивізії
|  | Кавалери Золотого Німецького Хреста                                                                        | 42 |
|  | Кавалери Срібного Німецького Хреста                                                                        | 1  |
|  | Кавалери Лицарського хреста Залізного хреста                                                               | 13 |
|  | Кавалери Почесної відзнаки Сухопутних військ «Почесна застібка на орденську стрічку для Сухопутних військ» | 4  |

- Нагороджені Сертифікатом Пошани Головнокомандувача Сухопутних військ (3)